# New York Yankees
New York Yankees – najbardziej utytułowana drużyna baseballowa, występująca we wschodniej dywizji American League, z siedzibą w Nowym Jorku. Drużyna pochodzi z Bronksu. Często nazwa zespołu skracana jest do The Yanks. Inny przydomek drużyny to The Bronx Bombers.

## Historia

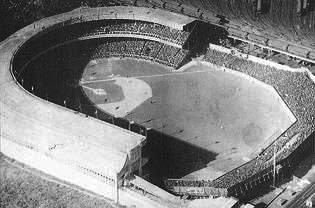
Polo Grounds.

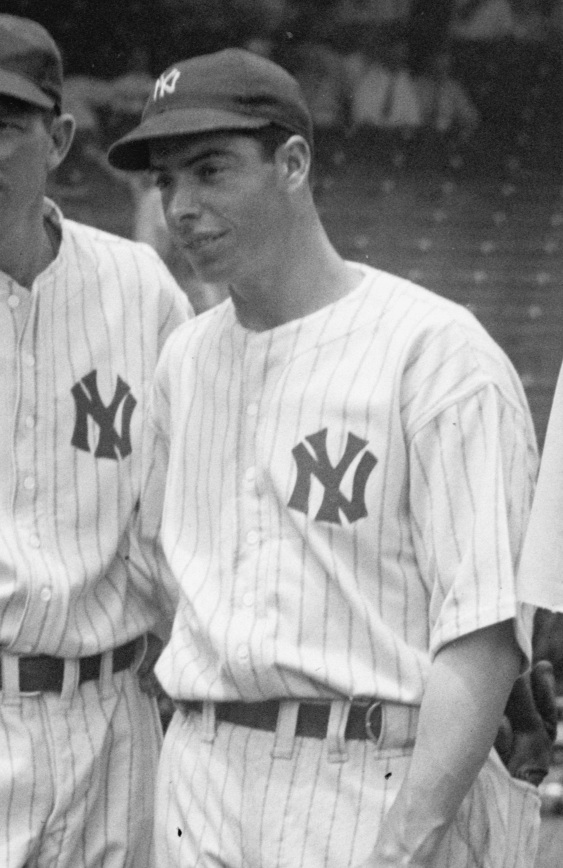
Joe DiMaggio w 1941 roku ustanowił rekord w MLB zaliczając przynajmniej jedno uderzenie w 56 meczach z rzędu.

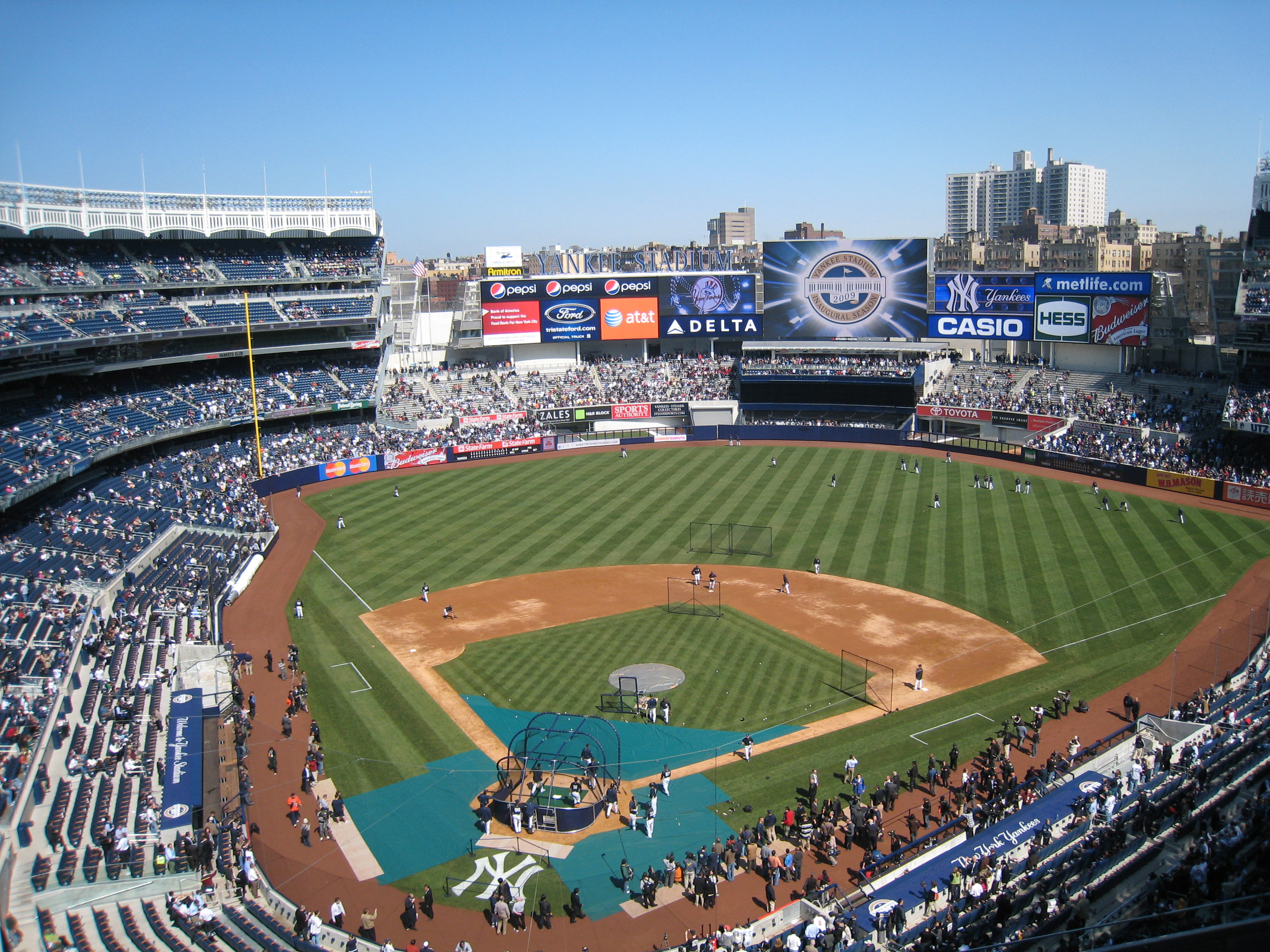
Yankee Stadium, domowy obiekt Jankesów.

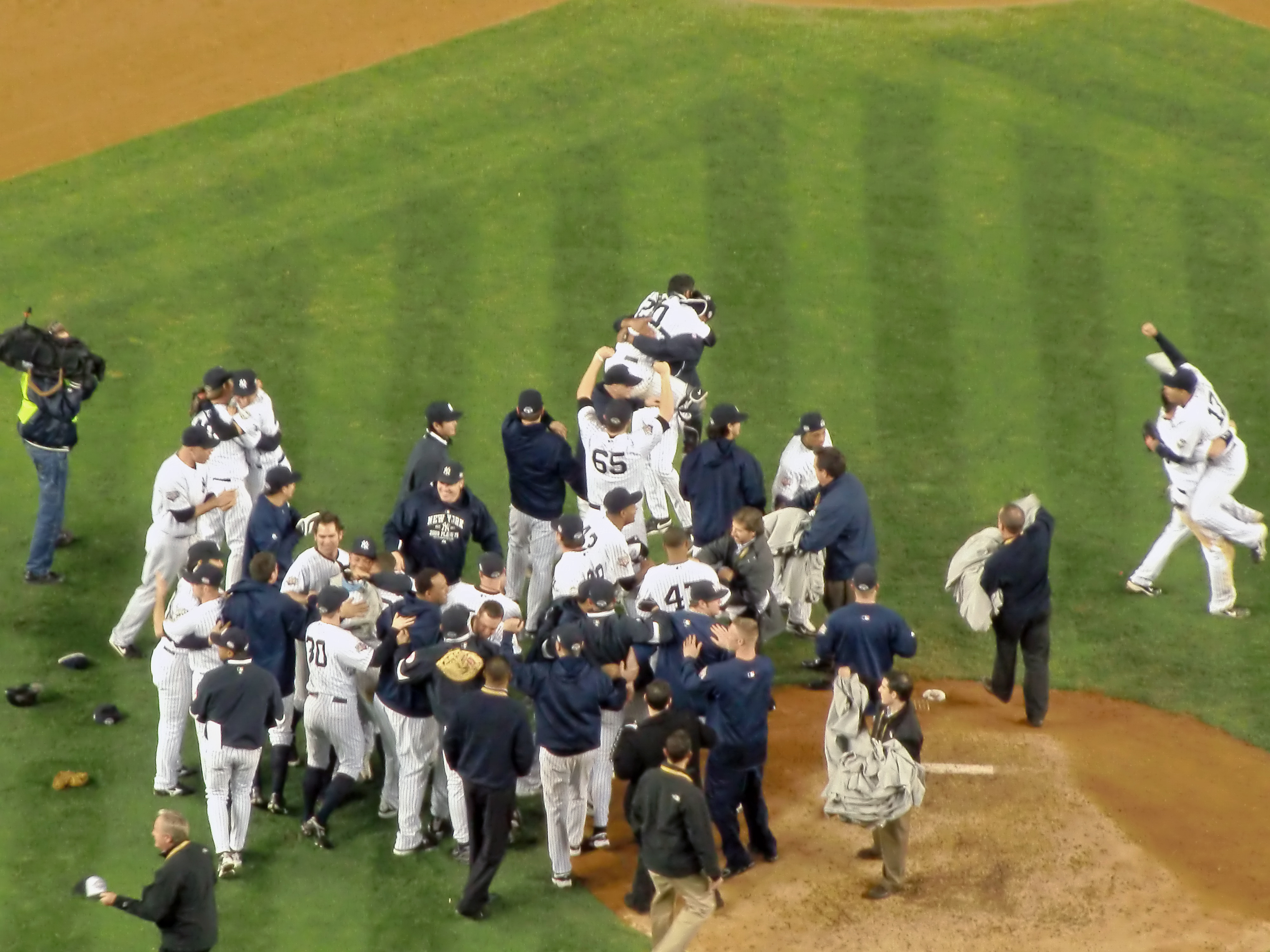
Drużyna NY Yankees świętująca zwycięstwo w World Series w 2009 roku.

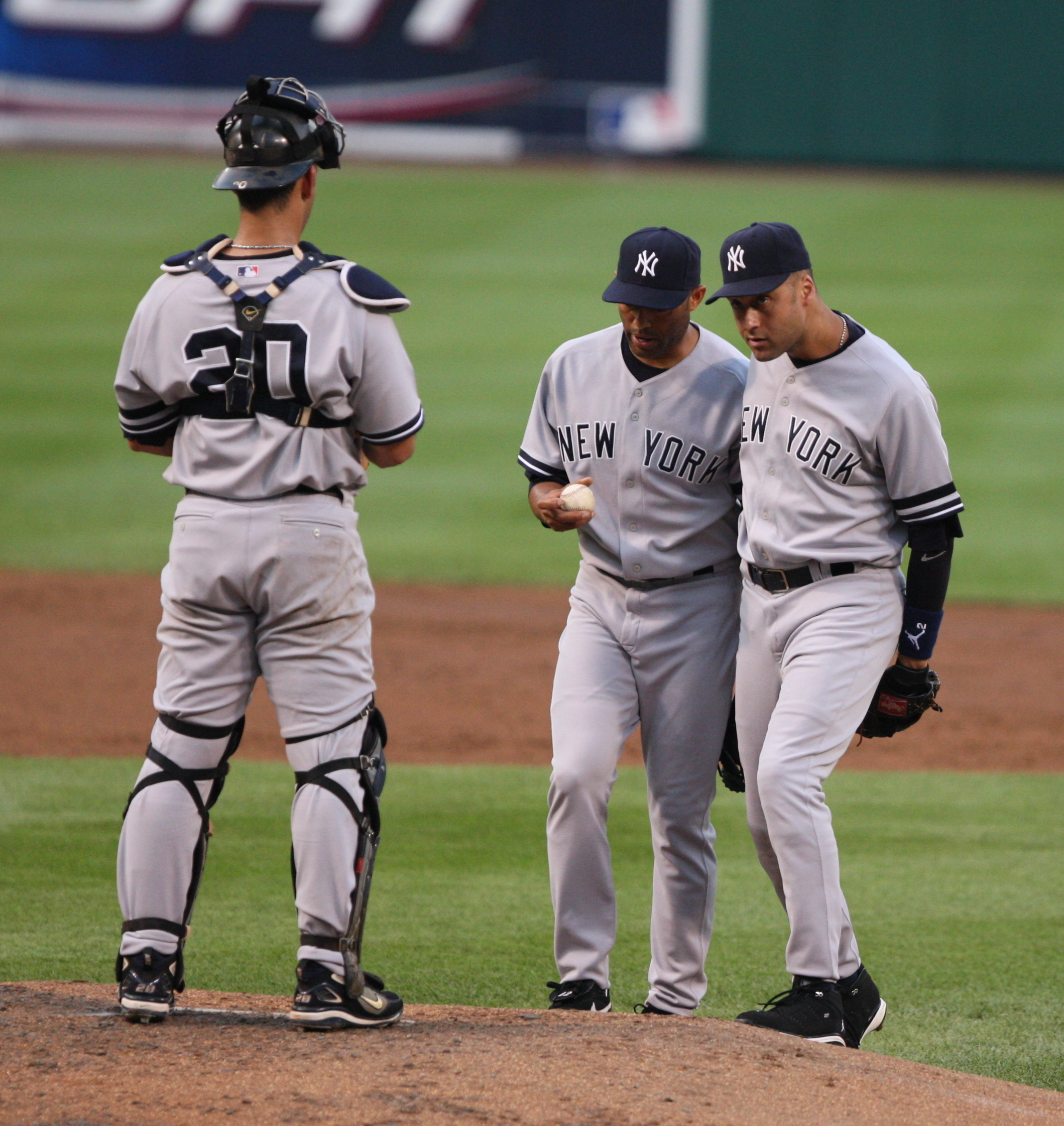
Jorge Posada (z lewej), Mariano Rivera (w środku) i Derek Jeter (z prawej)

Klub został założony w Baltimore w 1901 pod nazwą Baltimore Orioles. Dwa lata później z inicjatywy Franka J. Farrella i Billa Devery'ego jego siedzibę przeniesiono do Nowego Jorku i nazwano Highlanders. 22 kwietnia 1903 drużyna rozegrała pierwszy mecz, ulegając Washington Senators 1–3. W kwietniu 1913 po dziesięciu latach występów w roli gospodarza na stadionie Hiltop Park, usytuowanym na Washington Heights na Manhattanie, zespół przeniósł się na zmodernizowany obiekt Polo Grounds i zmienił oficjalnie nazwę na New York Yankees. 
W sezonie 1921 Yankees po raz pierwszy w historii uzyskali awans do World Series, w których ulegli New York Giants 3–5 (grano wówczas w systemie best-of-nine). W 1923 zespół przeniósł się na wybudowany kosztem 2,5 miliona dolarów stadion Yankee Stadium, mieszczący się na Bronksie. W tym samym roku zespół po raz pierwszy zdobył mistrzowski tytuł po pokonaniu w World Series New York Giants 4–2. W latach 1927–1953 Yankees zagrali w finałach szesnastokrotnie, zwyciężając 15 razy. W tym okresie w zespole grali między innymi członkowie Galerii Sław Babe Ruth, Earle Combs, Lou Gehrig, Joe DiMaggio, Mickey Mantle, Lefty Gomez, Waite Hoyt, Herb Pennock, Red Ruffing, Joe Gordon i Phil Rizzuto. 30 maja 1938 w dwóch meczach przeciwko Boston Red Sox zanotowano rekordową frekwencję; doubleheader obejrzało 81 841 widzów. 28 maja 1946 na Polo Grounds rozegrano po raz pierwszy mecz przy sztucznym oświetleniu.
Od 1955 do 1964 Yankees po dziewięciokrotnym wygraniu American League cztery razy wywalczyli mistrzowski tytuł. Kolejne mistrzostwa klub zdobył w 1977 i 1978 roku. Od 1995 Yankees trzy razy nie uzyskali awansu do playoff, zwyciężając pięć razy w World Series (w tym trzy razy z rzędu w latach 1998–2000). 16 kwietnia 2009 zespół rozegrał pierwszy mecz na nowo wybudowanym obiekcie Yankee Stadium, mogącym pomieścić 52 325 widzów.

## Sukcesy
| Tytuł                                               | Liczba | Rok |
| --------------------------------------------------- | ------ | --- |
| World Series                                        | 27     | 1923, 1927, 1928, 1932, 1936, 1937, 1938, 1939, 1941, 1943, 1947, 1949, 1950, 1951, 1952, 1953, 1956, 1958, 1961, 1962, 1977, 1978, 1996, 1998, 1999, 2000, 2009                                                                                     |
| American League American League Championship Series | 41     | 1921, 1922, 1923, 1926, 1927, 1928, 1932, 1936, 1937, 1938, 1939, 1941, 1942, 1943, 1947, 1949, 1950, 1951, 1952, 1953, 1955, 1956, 1957, 1958, 1960, 1961, 1962, 1963, 1964, 1976, 1977, 1978, 1981, 1996, 1998, 1999, 2000, 2001, 2003, 2009, 2024 |
| American League East Division                       | 20     | 1976, 1977, 1978, 1980, 1981, 1996, 1998, 1999, 2000, 2001, 2002, 2003, 2004, 2005, 2006, 2009, 2011, 2012, 2019, 2022, 2024 |

## Zastrzeżone numery
Od 1997 numer 42 zastrzeżony jest przez całą ligę ku pamięci Jackie Robinsona, który jako pierwszy Afroamerykanin przełamał bariery rasowe w Major League Baseball.
| Numer | Zawodnik | Zastrzeżony      |
| ----- | --- | ---------------- |
|       | Billy Martin – drugobazowy, zawodnik Yankees w latach 1950–1957, menadżer w latach 1975–1978, 1979, 1983, 1985, 1988        | 10 sierpnia 1988 |
|       | Derek Jeter – łącznik, zawodnik Yankees w latach 1995–2014, członek Baseball Hall of Fame                                   | 14 maja 2017     |
|       | Babe Ruth – zapolowy, zawodnik Yankees w latach 1920–1934, członek Baseball Hall of Fame                                    | 13 sierpnia 1948 |
|       | Lou Gehrig – pierwszobazowy, zawodnik Yankees w latach 1923–1939, członek Baseball Hall of Fame                             | 4 lipca 1939     |
|       | Joe DiMaggio – środkowozapolowy, zawodnik Yankees w latach 1936–1942, 1946–1951, członek Baseball Hall of Fame              | 18 kwietnia 1952 |
|       | Joe Torre – menadżer Yankees w latach 1996–2007, członek Baseball Hall of Fame                                              | 23 sierpnia 2014 |
|       | Mickey Mantle – środkowozapolowy, zawodnik Yankees w latach 1951–1968, członek Baseball Hall of Fame                        | 8 czerwca 1969   |
|       | Bill Dickey – łapacz, zawodnik Yankees w latach 1928–1943, 1946, menadżer w 1946, członek Baseball Hall of Fame             | 22 lipca 1972    |
|       | Yogi Berra – łapacz, zawodnik Yankees w latach 1946–1963, menadżer w latach 1964 i 1984–1985, członek Baseball Hall of Fame | 22 lipca 1972    |
|       | Roger Maris – prawozapolowy, zawodnik Yankees w latach 1960–1966                                                            | 22 lipca 1984    |
|       | Phil Rizzuto – łącznik, zawodnik Yankees w latach 1941–1942, 1946–1956, członek Baseball Hall of Fame                       | 4 czerwca 1972   |
|       | Thurman Munson – łapacz, zawodnik Yankees w latach 1969–1979                                                                | 20 września 1980 |
|       | Whitey Ford – miotacz, zawodnik Yankees w latach 1950, 1953–1967, członek Baseball Hall of Fame                             | 3 sierpnia 1974  |
|       | Jorge Posada – łapacz, zawodnik Yankees w latach 1995–2011                                                                  | 22 sierpnia 2015 |
|       | Don Mattingly – pierwszobazowy, zawodnik Yankees w latach 1982–1995                                                         | 31 sierpnia 1998 |
|       | Elston Howard – łapacz, zawodnik Yankees w latach 1955–1967                                                                 | 22 lipca 1984    |
|       | Casey Stengel – menadżer Yankees w latach 1949–1960, członek Baseball Hall of Fame                                          | 8 sierpnia 1970  |
|       | Mariano Rivera – miotacz, zawodnik Yankees w latach 1995–2013, członek Baseball Hall of Fame                                | 22 września 2013 |
|       | Reggie Jackson – prawozapolowy, zawodnik Yankees w latach 1977–1981, członek Baseball Hall of Fame                          | 14 sierpnia 1993 |
|       | Ron Guidry – miotacz, zawodnik Yankees w latach 1975–1988                                                                   | 23 sierpnia 2003 |
|       | Andy Pettitte – miotacz, zawodnik Yankees w latach 1995–2003, 2007–2010, 2012–2013                                          | 23 sierpnia 2015 |
|       | Bernie Williams – środkowozapolowy, zawodnik Yankees w latach 1991–2006                                                     | 24 maja 2015     |
|       | Jackie Robinson – drugobazowy, numer zastrzeżony przez wszystkie zespoły MLB, członek Baseball Hall of Fame                 | 15 kwietnia 1997 |